# Uranus Orbiter and Probe
Uranus Orbiter and Probe (UOP) — миссия по изучению Урана, его атмосферы, колец и спутников, частью которой является орбитальный аппарат и атмосферный зонд, рекомендованная НАСА в рамках Planetary Science Decadal Survey 2013—2022. Она является для американского агентства третьим приоритетным проектом после исследования Марса и EJSM. C 2023 года миссия стала самой приоритетной.
Подготовку миссии к планете будут осуществлять 168 учёных из Европы и США. Руководитель проекта Крис Арриддж, специалист из лаборатории космических исследований Мюлларда при университетском колледже Лондона.
Предпочтительным двигателем для такой миссии является ЭРД, что позволит увеличить массу аппарата по сравнению с аналогичной в случае использования химических РД. Время в пути до Урана с солнечной ЭРД будет 13 лет, с одним гравитационным манёвром у Земли, со стартовым окном 21 день каждый год.
Запуск состоится в 2031 или 2032 году, через 13 лет корабль достигнет места назначения и проведет на орбите около пяти лет. Альтернативное техническое решение позволяет сократить полёт до восьми лет и, соответственно, увеличить срок полезной службы аппарата вдвое.